# Liga Departamental de Fútbol de Arequipa
La Liga Departamental de Fútbol de Arequipa es una de las 25 ligas departamentales del Perú y es la máxima competición futbolística del Departamento de Arequipa, en la que participan clubes representando a sus respectivas provincias.
Se encarga de organizar la Etapa Departamental de Arequipa que se juega desde el año 1966, siendo la Provincia Capital la que ha obtenido más campeonatos. Sportivo Huracán es el equipo que más veces ha ganado la Copa.
Forma parte del Sistema Nacional de la Copa Perú y clasifica a dos equipos para la Etapa Nacional de ese torneo.

## Ligas Provinciales
La Liga Departamental administra a su vez a las 8 Ligas Provinciales que conforman el Departamento de Arequipa:
- Liga Provincial de Arequipa
- Liga Provincial de Camaná
- Liga Provincial de Caravelí
- Liga Provincial de Castilla
- Liga Provincial de Caylloma
- Liga Provincial de Condesuyos
- Liga Provincial de Islay
- Liga Provincial de La Unión

## Lista  de campeones
| Año      | Puesto                                    | Equipo                                    | Provincia                                 | Distrito                                  | Director Técnico                          |
| -------- | ----------------------------------------- | ----------------------------------------- | ----------------------------------------- | ----------------------------------------- | ----------------------------------------- |
| 1966     | 1º                                        | Sportivo Huracán                          | Arequipa                                  | Arequipa                                  | Eduardo Somocurcio                        |
| 1966     | 2º                                        | Marítimo Sport                            | Islay                                     | Mollendo                                  |                                           |
| 1966     | 3º                                        | Buenos Aires                              | Camaná                                    | Camaná                                    |                                           |
| 1967     | 1º                                        | FBC Melgar                                | Arequipa                                  | Arequipa                                  | Ángel Fernández Roca                      |
| 1967     | 2º                                        | Marítimo Sport                            | Islay                                     | Mollendo                                  |                                           |
| 1967     | 3º                                        | Buenos Aires                              | Camaná                                    | Camaná                                    |                                           |
| 1967     | 4º                                        | Social Corire                             | Castilla                                  | Uraca                                     |                                           |
| 1968     | 1º                                        | FBC Melgar                                | Arequipa                                  | Arequipa                                  |                                           |
| 1968     | 2º                                        | Marítimo Sport                            | Islay                                     | Mollendo                                  |                                           |
| 1968     | 3º                                        | Sport Perú                                | Castilla                                  | Aplao                                     |                                           |
| 1968     | 4º                                        | Francisco García Calderón                 | Caylloma                                  | Chivay                                    |                                           |
| 1969     | 1º                                        | FBC Melgar                                | Arequipa                                  | Arequipa                                  |                                           |
| 1969     | 2º                                        | Deportivo Estrella                        | Camaná                                    | Camaná                                    |                                           |
| 1969     | 3º                                        | Social Corire                             | Castilla                                  | Uraca                                     |                                           |
| 1969     | 4º                                        | Marítimo Sport                            | Islay                                     | Mollendo                                  |                                           |
| 1970     | 1º                                        | FBC Melgar                                | Arequipa                                  | Arequipa                                  |                                           |
| 1970     | 2º                                        | Deportivo Estrella                        | Camaná                                    | Camaná                                    |                                           |
| 1970     | 3º                                        | Social Corire                             | Castilla                                  | Uraca                                     |                                           |
| 1970     | 4º                                        | Independiente                             | Caylloma                                  | Chivay                                    |                                           |
| 1971     | 1º                                        | Deportivo Carsa                           | Arequipa                                  | Arequipa                                  |                                           |
| 1971     | 2º                                        | Social Corire                             | Castilla                                  | Uraca                                     |                                           |
| 1972     | 1º                                        | Sportivo Huracán                          | Arequipa                                  | Arequipa                                  |                                           |
| 1973     | 1º                                        | FBC Piérola                               | Arequipa                                  | Arequipa                                  |                                           |
| 1973     | 2º                                        | Marítimo Sport                            | Islay                                     | Mollendo                                  |                                           |
| 1974     | 1º                                        | Sportivo Huracán                          | Arequipa                                  | Arequipa                                  |                                           |
| 1974     | 2º                                        | Defensor Piérola                          | Camaná                                    | Camaná                                    |                                           |
| 1975     | 1º                                        | Pesca Perú                                | Islay                                     | Mollendo                                  |                                           |
| 1975     | 2º                                        | Atlético Universidad                      | Arequipa                                  | Arequipa                                  |                                           |
| 1976     | 1º                                        | Sportivo Huracán                          | Arequipa                                  | Arequipa                                  |                                           |
| 1977     | 1º                                        | Sportivo Huracán                          | Arequipa                                  | Arequipa                                  |                                           |
| 1977     | 2º                                        | Deportivo Estrella                        | Camaná                                    | Camaná                                    |                                           |
| 1978     | 1º                                        | Sportivo Huracán                          | Arequipa                                  | Arequipa                                  |                                           |
| 1978     | 2º                                        | Social Corire                             | Castilla                                  | Uraca                                     |                                           |
| 1979     | 1º                                        | Pesca Perú                                | Islay                                     | Mollendo                                  |                                           |
| 1979     | 2º                                        | Sportivo Huracán                          | Arequipa                                  | Arequipa                                  |                                           |
| 1980     | 1º                                        | Sportivo Huracán                          | Arequipa                                  | Arequipa                                  |                                           |
| 1980     | 2º                                        | Real Madrid de Uchumayo                   | Camaná                                    | Camaná                                    |                                           |
| 1981     | 1º                                        | Real Madrid de Uchumayo                   | Camaná                                    | Camaná                                    |                                           |
| 1982     | 1º                                        | Real Madrid de Uchumayo                   | Camaná                                    | Camaná                                    |                                           |
| 1982     | 2º                                        | FBC Piérola                               | Arequipa                                  | Arequipa                                  |                                           |
| 1983     | 1º                                        | Sportivo Huracán                          | Arequipa                                  | Arequipa                                  |                                           |
| 1984     | 1º                                        | Deportivo Camaná                          | Camaná                                    | Camaná                                    |                                           |
| 1985     | 1º                                        |                                           |                                           |                                           |                                           |
| 1986     | 1º                                        | Alianza Naval                             | Islay                                     | Mollendo                                  |                                           |
| 1987     | 1º                                        | FBC Aurora                                | Arequipa                                  | Arequipa                                  |                                           |
| 1988     | 1º                                        |                                           |                                           |                                           |                                           |
| 1989     | 1º                                        | Deportivo Camaná                          | Camaná                                    | Camaná                                    |                                           |
| 1989     | 2º                                        | Ciclón Guardia Civil                      | Arequipa                                  | Paucarpata                                |                                           |
| 1990     | 1º                                        | Sportivo Huracán                          | Arequipa                                  | Arequipa                                  |                                           |
| 1991     | 1º                                        | Inclán SC                                 | Islay                                     | Mollendo                                  |                                           |
| 1992     | 1º                                        |                                           |                                           |                                           |                                           |
| 1993     | 1º                                        | Estrella del Misti                        | Arequipa                                  | Cayma                                     |                                           |
| 1994     | 1º                                        | FBC Yanahuara                             | Arequipa                                  | Arequipa                                  |                                           |
| 1995     | 1º                                        | Sportivo Huracán                          | Arequipa                                  | Arequipa                                  |                                           |
| 1996     | 1º                                        | FBC Piérola                               | Arequipa                                  | Arequipa                                  |                                           |
| 1996     | 2º                                        | Deportivo Camaná                          | Camaná                                    | Camaná                                    |                                           |
| 1997     | 1º                                        | Atlético Mariscal Castilla                | Arequipa                                  | Cerro Colorado                            |                                           |
| 1997     | 2º                                        | Unión Minas                               | Castilla                                  | Orcopampa                                 |                                           |
| 1998     | 1º                                        | Senati FBC                                | Arequipa                                  | Sachaca                                   |                                           |
| 1998     | 2º                                        | Primero de Mayo                           | Islay                                     | Islay                                     |                                           |
| 1999     | 1º                                        | Sportivo Huracán                          | Arequipa                                  | Arequipa                                  |                                           |
| 1999     | 2º                                        | Inclán SC                                 | Islay                                     | Mollendo                                  |                                           |
| 2000     | 1º                                        | Atlético Universidad                      | Arequipa                                  | Arequipa                                  | Gustavo Merino                            |
| 2001     | 1º                                        | Atlético Universidad                      | Arequipa                                  | Arequipa                                  | Luis Flores                               |
| 2001     | 2º                                        | Deportivo Islay                           | Islay                                     | Mollendo                                  |                                           |
| 2001     | 3º                                        | Unión Minas                               | Castilla                                  | Orcopampa                                 |                                           |
| 2001     | 4º                                        | Deportivo Camaná                          | Camaná                                    | Camaná                                    |                                           |
| 2002     | 1º                                        | Atlético Universidad                      | Arequipa                                  | Arequipa                                  | Elmer Lozada                              |
| 2002     | 2º                                        | Unión Minas                               | Castilla                                  | Orcopampa                                 |                                           |
| 2003     | 1º                                        | Sportivo Huracán                          | Arequipa                                  | Arequipa                                  | Elmer Lozada                              |
| 2003     | 2º                                        | Juventus Corazón                          | Caylloma                                  | Majes                                     |                                           |
| 2004     | 1º                                        | Senati FBC                                | Arequipa                                  | Sachaca                                   | Genaro Neyra                              |
| 2004     | 2º                                        | Juventus Corazón                          | Caylloma                                  | Majes                                     |                                           |
| 2005     | 1º                                        | Senati FBC                                | Arequipa                                  | Sachaca                                   | Eddy Oyarzabal                            |
| 2005     | 2º                                        | Atlético Mollendo                         | Islay                                     | Mollendo                                  |                                           |
| 2005     | 3º                                        | Unión Minas                               | Castilla                                  | Orcopampa                                 |                                           |
| 2006     | 1º                                        | Total Clean                               | Arequipa                                  | Sachaca                                   | Luis Flores                               |
| 2006     | 2º                                        | Senati FBC                                | Arequipa                                  | Sachaca                                   |                                           |
| 2006     | 3º                                        | Buenos Aires                              | Camaná                                    | Camaná                                    |                                           |
| 2006     | 4º                                        | Juventus Corazón                          | Caylloma                                  | Majes                                     |                                           |
| 2007     | 1º                                        | IDUNSA                                    | Arequipa                                  | Arequipa                                  | Genaro Neyra                              |
| 2007     | 2º                                        | Unión Minas                               | Castilla                                  | Orcopampa                                 |                                           |
| 2007     | 3º                                        | F.B.C. Aurora                             | Arequipa                                  | Arequipa                                  |                                           |
| 2007     | 4º                                        | La Pastor                                 | Castilla                                  | Uraca                                     |                                           |
| 2008     | 1º                                        | IDUNSA                                    | Arequipa                                  | Arequipa                                  | Pedro Requena                             |
| 2008     | 2º                                        | Defensor Piérola                          | Camaná                                    | Camaná                                    |                                           |
| 2008     | 3º                                        | Transportes Del Carpio                    | Arequipa                                  | Cerro Colorado                            |                                           |
| 2008     | 4º                                        | Defensor Lima                             | Camaná                                    | Camaná                                    |                                           |
| 2009 (*) | 1º                                        | Unión Minas                               | Castilla                                  | Orcopampa                                 | Juvenal Briceño                           |
| 2009 (*) | 2º                                        | Juventus Corazón                          | Caylloma                                  | Majes                                     | Ernesto Neyra                             |
| 2009 (*) | 3º                                        | Saetas de Oro                             | Arequipa                                  | La Joya                                   | Elard Delgado                             |
| 2009 (*) | 4º                                        | Deportivo Estrella                        | Camaná                                    | Camaná                                    | Antonio Faijó                             |
| 2010 (*) | 1º                                        | FBC Aurora                                | Arequipa                                  | Arequipa                                  | Pedro Requena                             |
| 2010 (*) | 2º                                        | Sportivo Huracán                          | Arequipa                                  | Arequipa                                  | Elard Delgado                             |
| 2010 (*) | 3º                                        | Unión Minas                               | Castilla                                  | Orcopampa                                 | Ernesto Neyra                             |
| 2010 (*) | 4º                                        | Defensor Lima                             | Camaná                                    | Camaná                                    |                                           |
| 2011     | 1º                                        | Saetas de Oro                             | Arequipa                                  | La Joya                                   | Elard Delgado                             |
| 2011     | 2º                                        | Unión Minas                               | Castilla                                  | Orcopampa                                 | Ernesto Neyra                             |
| 2011     | 3º                                        | Social Corire                             | Castilla                                  | Uraca                                     | Zenón Cruz                                |
| 2011     | 4º                                        | Deportivo Estrella                        | Camaná                                    | Camaná                                    | Antonio Faijó                             |
| 2012     | 1º                                        | Sport José Granda                         | Camaná                                    | Camaná                                    | Christian Zúñiga                          |
| 2012     | 2º                                        | FBC Aurora                                | Arequipa                                  | Arequipa                                  | Julio Begazo                              |
| 2012     | 3º                                        | Atlético Mollendo                         | Islay                                     | Mollendo                                  | José Gonzáles                             |
| 2012     | 4º                                        | Alianza Metalúrgica                       | Castilla                                  | Orcopampa                                 | Javier Mamani                             |
| 2013     | 1º                                        | Saetas de Oro                             | Arequipa                                  | La Joya                                   | Elard Delgado                             |
| 2013     | 2º                                        | Internacional                             | Arequipa                                  | Arequipa                                  | Juvenal Briceño                           |
| 2013     | 3º                                        | Sportivo Cariocos                         | Caylloma                                  | Majes                                     | Richard Cuadros                           |
| 2013     | 4º                                        | Futuro Majes                              | Caylloma                                  | Majes                                     | Walter Zevallos                           |
| 2014     | 1º                                        | Futuro Majes                              | Caylloma                                  | Majes                                     | Walter Zevallos                           |
| 2014     | 2º                                        | Sportivo Cariocos                         | Caylloma                                  | Majes                                     | Elard Delgado                             |
| 2014     | 3º                                        | Internacional                             | Arequipa                                  | Arequipa                                  | Juvenal Briceño                           |
| 2014     | 4º                                        | Sport José Granda                         | Camaná                                    | Camaná                                    | Jesús Valencia                            |
| 2015     | 1º                                        | La Colina FC                              | Caylloma                                  | Majes                                     | Elard Delgado                             |
| 2015     | 2º                                        | Sportivo Huracán                          | Arequipa                                  | Arequipa                                  | Raúl Obando                               |
| 2015     | 3º                                        | Social Corire                             | Castilla                                  | Uraca                                     | Zenón Cruz                                |
| 2015     | 4º                                        | CSD San Juan de Chorunga                  | Condesuyos                                | Río Grande                                | Alberto Carrillo                          |
| 2016     | 1º                                        | La Colina FC                              | Caylloma                                  | Majes                                     | Christian Zúñiga                          |
| 2016     | 2º                                        | Escuela Municipal Binacional              | Arequipa                                  | Paucarpata                                | Mario Flores                              |
| 2016     | 3º                                        | San Jacinto                               | Camaná                                    | Samuel Pastor                             | José Zúñiga                               |
| 2016     | 4º                                        | Juventus Corazón                          | Caylloma                                  | Majes                                     | Sixto Anco                                |
| 2017     | 1º                                        | Escuela Municipal Binacional              | Arequipa                                  | Paucarpata                                | Fredy García                              |
| 2017     | 2º                                        | Sportivo Huracán                          | Arequipa                                  | Arequipa                                  | Raúl Obando                               |
| 2017     | 3º                                        | Los Chinitos                              | Caravelí                                  | Atico                                     | Walter Zevallos                           |
| 2017     | 4º                                        | Cerrito Los Libres                        | Arequipa                                  | Cayma                                     | Luis Flores                               |
| 2018     | 1º                                        | Sportivo Huracán                          | Arequipa                                  | Arequipa                                  | Raúl Obando                               |
| 2018     | 2º                                        | Social Corire                             | Castilla                                  | Uraca                                     | José Zúñiga                               |
| 2018     | 3º                                        | Virgen de las Nieves                      | Condesuyos                                | Yanaquihua                                | Nikol Prado                               |
| 2018     | 4º                                        | Defensor Lima                             | Camaná                                    | Camaná                                    | Christian Zúñiga                          |
| 2019     | 1º                                        | Nacional FBC                              | Islay                                     | Mollendo                                  | Nikol Prado                               |
| 2019     | 2º                                        | Futuro Majes                              | Caylloma                                  | Majes                                     | Walter Zevallos                           |
| 2019     | 3º                                        | White Star                                | Arequipa                                  | Arequipa                                  | Roberto Vilca                             |
| 2019     | 4º                                        | Atlético Universidad                      | Arequipa                                  | Arequipa                                  | Pedro Requena                             |
| 2020     | No se disputó por la Pandemia de COVID-19 | No se disputó por la Pandemia de COVID-19 | No se disputó por la Pandemia de COVID-19 | No se disputó por la Pandemia de COVID-19 | No se disputó por la Pandemia de COVID-19 |
| 2021     | No se disputó por la Pandemia de COVID-19 | No se disputó por la Pandemia de COVID-19 | No se disputó por la Pandemia de COVID-19 | No se disputó por la Pandemia de COVID-19 | No se disputó por la Pandemia de COVID-19 |
| 2022     | 1º                                        | Nacional FBC                              | Islay                                     | Mollendo                                  | Percy Manchego                            |
| 2022     | 2º                                        | Los Tigres                                | Arequipa                                  | Cayma                                     | Luis Flores                               |
| 2022     | 3º                                        | Deportivo Estrella                        | Camaná                                    | Camaná                                    | Julio Begazo                              |
| 2022     | 4º                                        | San Jacinto                               | Camaná                                    | Samuel Pastor                             | Luis Zúñiga                               |
| 2023     | 1º                                        | Nacional FBC                              | Islay                                     | Mollendo                                  |                                           |
| 2023     | 2º                                        | FBC Aurora                                | Arequipa                                  | Arequipa                                  | Edú Ramírez                               |
| 2023     | 3º                                        | Sportivo Huracán                          | Arequipa                                  | Arequipa                                  |                                           |
| 2023     | 4º                                        | Viargoca                                  | Caravelí                                  | Atico                                     |                                           |
| 2024     | 1º                                        | Viargoca                                  | Caravelí                                  | Atico                                     |                                           |
| 2024     | 2º                                        | Nacional FBC                              | Islay                                     | Mollendo                                  |                                           |
| 2024     | 3º                                        | FBC Aurora                                | Arequipa                                  | Arequipa                                  |                                           |
| 2024     | 4º                                        | Racing Colca                              | Caylloma                                  | Chivay                                    |                                           |

- Equipos que también lograron el Campeonato máximo de la Copa Perú ese mismo año y que por consecuencia ascendieron a la Primera División.

|  | Campeón Departamental                                 |
|  | Clasificó como subcampeón a Etapa Regional o Nacional |
(*) En estas ediciones se definía al Campeón absoluto mediante un cuadrangular jugado por los Campeones de la Etapa Departamental y los Campeones de la Liga Superior. En ambas ediciones los triunfadores fueron los ganadores de la Liga Superior. Por lo cual a pesar de no haber ganado la Etapa Departamental se consideran ganadores de la Liga.

## Goleadores por año
| Año  | Goleador                      | Equipo                          |
| ---- | ----------------------------- | ------------------------------- |
| 1993 | ¿?¿?                          | ¿?¿?                            |
| 1994 | ¿?¿?                          | ¿?¿?                            |
| 1995 | ¿?¿?                          | ¿?¿?                            |
| 1996 | ¿?¿?                          | ¿?¿?                            |
| 1997 | ¿?¿?                          | ¿?¿?                            |
| 1998 | ¿?¿?                          | ¿?¿?                            |
| 1999 | ¿?¿?                          | ¿?¿?                            |
| 2000 | ¿?¿?                          | ¿?¿?                            |
| 2001 | ¿?¿?                          | ¿?¿?                            |
| 2002 | ¿?¿?                          | ¿?¿?                            |
| 2003 | ¿?¿?                          | ¿?¿?                            |
| 2004 | ¿?¿?                          | ¿?¿?                            |
| 2005 | ¿?¿?                          | ¿?¿?                            |
| 2006 | Héctor Rojas                  | Total Clean                     |
| 2007 | ¿?¿?                          | ¿?¿?                            |
| 2008 | Jorge Alegría                 | IDUNSA                          |
| 2009 | Edgar Romaní                  | Unión Minas                     |
| 2010 | Edgar Romaní                  | Sportivo Huracán                |
| 2011 | Edgar Romaní                  | Saetas de Oro                   |
| 2012 | Carlos Revilla Gustavo Begazo | Sport José Granda F.B.C. Aurora |
| 2013 | Luis Salas                    | Internacional                   |
| 2014 | Diego Escuza                  | Sportivo Cariocos               |
| 2015 | Edward Romero                 | La Colina FC                    |
| 2016 | Adhemir Villavicencio         | Deportivo Binacional            |
| 2017 | Jean Arana                    | Los Chinitos                    |

## Técnico Campeón por año
| Año  | Goleador         | Equipo               |
| ---- | ---------------- | -------------------- |
| 1993 | ¿?¿?             | ¿?¿?                 |
| 1994 | ¿?¿?             | ¿?¿?                 |
| 1995 | ¿?¿?             | ¿?¿?                 |
| 1996 | ¿?¿?             | ¿?¿?                 |
| 1997 | ¿?¿?             | ¿?¿?                 |
| 1998 | ¿?¿?             | ¿?¿?                 |
| 1999 | ¿?¿?             | ¿?¿?                 |
| 2000 | ¿?¿?             | ¿?¿?                 |
| 2001 | ¿?¿?             | ¿?¿?                 |
| 2002 | Elmer Lozada     | Atlético Universidad |
| 2003 | Elmer Lozada     | Sportivo Huracán     |
| 2004 | Genaro Neyra     | Senati FBC           |
| 2005 | Eddy Oyarzabal   | Senati FBC           |
| 2006 | Luis Flores      | Total Clean          |
| 2007 | Genaro Neyra     | IDUNSA               |
| 2008 | Pedro Requena    | IDUNSA               |
| 2009 | Ernesto Neyra    | Unión Minas          |
| 2010 | Pedro Requena    | F.B.C. Aurora        |
| 2011 | Hélard Delgado   | Saetas de Oro        |
| 2012 | Christian Zúñiga | Sport José Granda    |
| 2013 | Hélard Delgado   | Saetas de Oro        |
| 2014 | Walter Zeballos  | Futuro Majes         |
| 2015 | Hélard Delgado   | La Colina            |
| 2016 | Christian Zúñiga | La Colina            |
| 2017 | Fredy García     | Deportivo Binacional |
| 2018 | Raúl Obando      | Sportivo Huracán     |
| 2019 | Nikol Prado      | Nacional FBC         |
| 2022 | Percy Manchego   | Nacional FBC         |